# バックパック・ヘリコプター

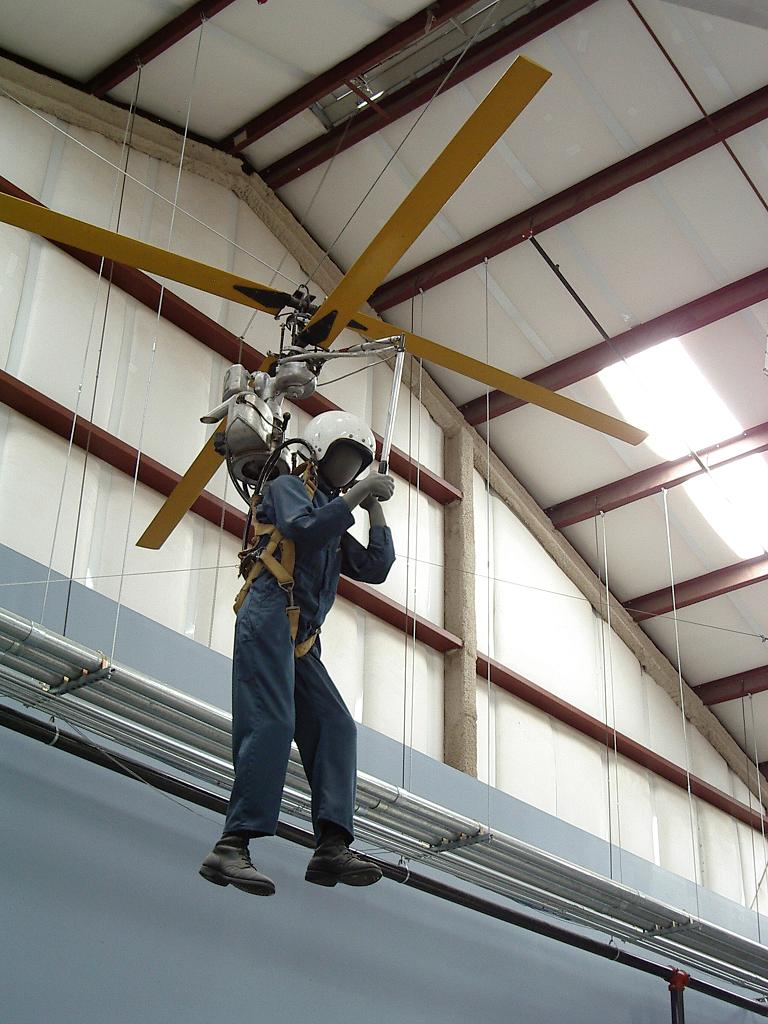
ペンテコステ HX-1 ホッピコプターは、機能的なバックパックヘリコプター（ピマ航空宇宙博物館）

バックパック・ヘリコプター（英語: Backpack helicopter）は、ヘリコプターのモーターとローターであり、人の背中にストラップで固定できるコントロールアセンブリ。足の自由が利くので、パイロットはそれを身に着けたまま地上を歩き回ることもでき、そのまま飛行することもできる。パラシュートに使うようなハーネスを使用するとともに、脚の間にもストラップを必要とする（パイロットが飛行中にハーネスから脱落しないようにするため）。一部の設計では、ダクテッドファンを使用して上向きの推力を増加させるものもある。何人かの発明者がバックパック・ヘリコプターを作ろうとしたが、結果はまちまちであった。

## 概説
通常、バックパック・ヘリコプターは、主に2つの点で従来のヘリコプターとは異なる。
まず、テールローターがなく、二重反転式ローターを備え、ヨーイングは、ローターを駆動するトランスミッションのディファレンシャルギアを微調整することで制御される。一方のローターがもう一方のローターよりもわずかに速く回転するように調整されると、ヨー（回転運動）が発生する。
第二に、ローターは固定ピッチであるため、シンプルである。ただし、これは、エンジンが故障した場合、オートローテーションが不可能であることを意味する。通常、安全のために緊急着陸用パラシュートが組み込まれている。
1969年のポピュラーサイエンス誌は、ローターの代わりにチップジェット構成で小型ジェットエンジンを使用したバックパック・ヘリコプターを特集した。この設計は、自動回転で機能する可能性がある。関連するのは、バックパック・ヘリコプターのようなデバイスで、シートとレッグサポートも含まれている。これらは小型のオープントップ・ヘリコプターで、理論的には、ヘリコプターはロケット推進ジェットパックよりも効率的であり、より大きな比推力を持ち、推進ガスの速度が遅いため、ホバリングに適している。
オーストラリアの電気会社コプターパック（英語: CopterPack）は、「セルフ=レベリング・オートパイロットを備えた電気バックパック・ヘリコプター」を開発し 、2021年6月にテストビデオをリリースした。このデバイスはカーボンファイバーチューブを介してバッテリーパック付きのバックパックに接続された約3フィート (0.91 m)の2つのローターとハンドコントロール付きの1対のアームレストで構成される。その後のビデオ分析により、オペレーターと機器は、ポストプロダクションソフトウェアを使用して編集されたドロップケーブルの端にあることが明らかになった。

## 例

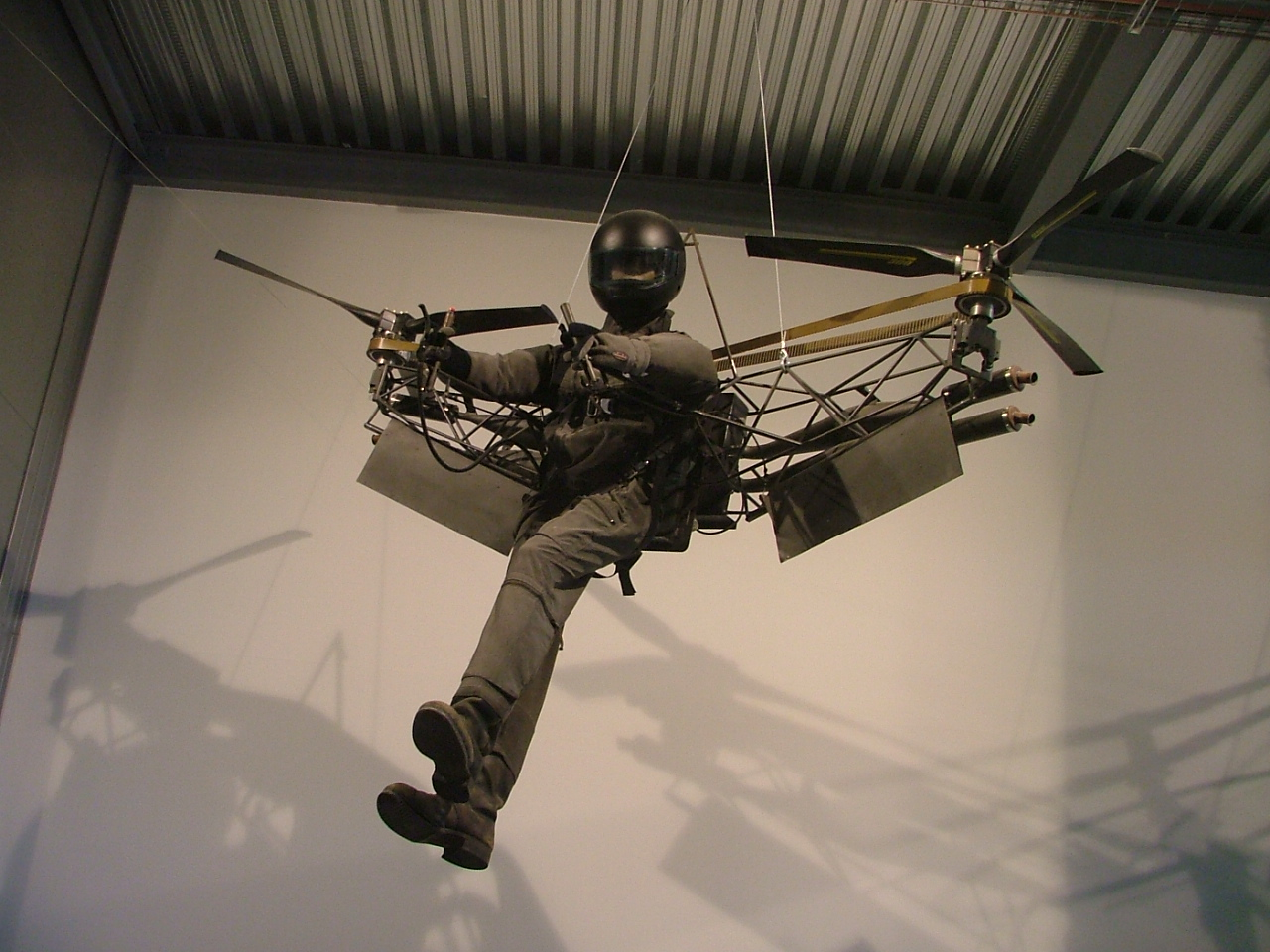
サイド・バイ・サイド・ローターを備えたヘリバックパック。

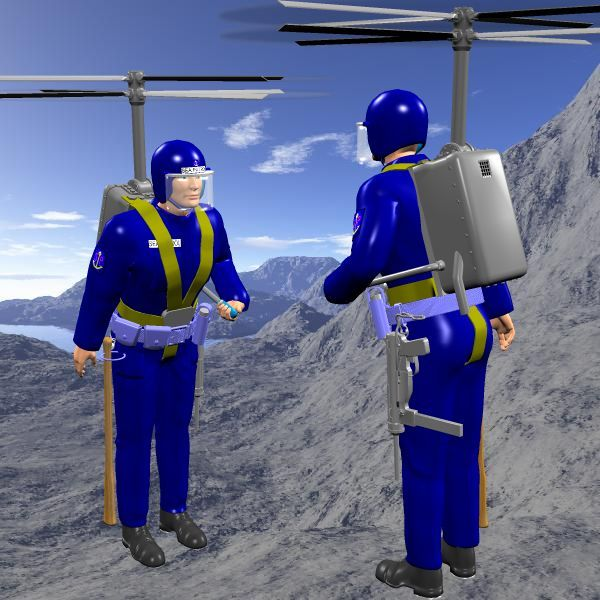
逆回転ツインローターを備えたヘリバックパック。

### 純粋なバックパック
- ヘリオフライは、1941年以降にドイツで設計、製造された[5]。
- ペンテコステ HX-1 ホッピコプターは、独立した発明者であるホレース・T・ペンテコステによって開発され、1945年、軍隊にデモンストレーションを行った[6]。
- RHYME Strap-on Helicopter（日本製）[7]
- メキシコ航空宇宙技術のLibelula（トンボ）には、各ローターブレードの端にある小さなロケットモーターによって駆動される2ブレードローターがある[8][9]。同社は、ジェットパックも製造している。

### 座席付き
- ソロトレック XFV（英語版） （Exo-skeletal Flying Vehicle）。
- マーティン ジェットパック（英語版）
- ヴォルテックは、座席を備えたさまざまなモデルを設計した[10]。彼らは以前、各ブレードの端にある小さなプロパン動力のジェットモーターによって駆動される2つの非常に長いローターブレードを備えた純粋なバックパックモデルも製作した。
- GEN H-4[11]
- ヒロボー bit[12]
- 日本テレビ シゲコプター[13]
- トレック・エアロスペース スプリングテール[14]